# Mikuma (cruzador)
O Mikuma (三隈) foi um cruzador pesado da Marinha Imperial Japonesa construído em 1935 com o nome em homenagem ao rio Mikuma, em Oita, Japão e afundado na Batalha de Midway durante a Segunda Guerra Mundial. 
O Mikuma participou como belonave de apoio à ocupação japonesa da Cochinchina, na Indochina, após um acordo entre o governo japonês e a França de Vichy em junho de 1941, para o uso pelo Japão das bases aéreas e portos franceses na região. Na época do ataque a Pearl Harbor, o cruzador esteve destacado para cobrir a invasão da Malásia, como parte da frota expedicionária do almirante Jisaburō Ozawa, e forneceu apoio constante e próximo aos desembarques japoneses em Singapura e Kota Bharu. Em 1942 cobriu a invasão japonesa em Bornéu, Java e Samatra.
Em 26 de fevereiro de 1942, o Mikuma teve o seu maior combate naval na guerra até então, na Batalha do Estreito de Sonda, quando ele e seu irmão, o Mogami, apoiados por sete contratorpedeiros, afundaram dois cruzadores, um americano e outro australiano, em frente às Ilhas de Sonda, nas Índias Holandesas, numa das batalhas do Mar de Java. 
Na batalha, o Mikuma foi atacado por salvas do inimigo que atingiram sua capacidade elétrica, depois restaurada, e perdeu seis homens além de onze feridos na tripulação.
Durante a Batalha de Midway, o Mikuma e o Mogami, como parte da frota de superfície do almirante Isoroku Yamamoto, em apoio a força tarefa de porta-aviões do almirante Chūichi Nagumo, colidiram na madrugada de 6 de junho ao largo do atol Midway, graças a ordens controversas quando rumavam para bombardear a ilha, após o afundamento dos porta-aviões japoneses pelos norte-americanos. 
Severamente danificado com a desastrada manobra, o Mikuma perdeu velocidade e quando retornava para a ilha Wake na manhã seguinte, foi atacado por aviões bombardeiros dos porta-aviões USS Enterprise e USS Hornet, junto com seus contratorpedeiros de escolta. Atingido por cinco impactos diretos de bombas, com suas torres de canhões e sua ponte de comando destruída e completamente incendiado, o cruzador afundou no Pacífico com 650 homens de sua tripulação. Seu comandante, resgatado do mar, morreu quatro dias depois. Apenas 240 de seus marinheiros sobreviveram.